# Mauro Goicoechea
Mauro Daniel Goicoechea Furia (* 27. března 1988, Montevideo, Uruguay) je uruguayský fotbalový brankář, který působí v portugalském klubu FC Arouca.

## Klubová kariéra
V profi fotbale debutoval v dresu uruguayského klubu Danubio FC v roce 2006. V sezoně 2012/13 hostoval v AS Řím. V lednu 2014 podepsal 2,5letou smlouvu s rumunským týmem FC Oțelul Galați, ale vydržel zde jen do léta. V červenci 2014 odešel do portugalského klubu FC Arouca.

## Reprezentační kariéra
Goicoechea reprezentoval Uruguay v mládežnických kategoriích U17 a U20. 

Zúčastnil se Mistrovství světa do 17 let 2005 v Peru, kde mladí Uruguyaci skončili bez zisku bodu na posledním čtvrtém místě základní skupiny B.
Byl členem soupisky i na Mistrovství světa do 20 let 2007 v Kanadě, kde jeho tým vypadl v osmifinále po prohře 1:2 v prodloužení s USA. Mezi jeho spoluhráči byli např. Edinson Cavani, Luis Suárez, Martín Cáceres a další.